# Ester Lindin
Ester Elisabet Lindin, född 8 november 1890 i Matteus församling i Norrköping, Östergötlands län, död 17 oktober 1991 i Sankt Olai församling i Norrköping, var en svensk folkskollärare och författare. 

## Biografi
Ester Lindin var ett av fem syskon. Hon utbildade sig till folkskollärare och arbetade som det fram till sin pensionering 1955. Hon förblev ogift. Under hela sitt liv bodde hon i Norrköping.
Lindin debuterade som författare i samband med att hon vann första pris och 20 000 kronor i en romanpristävling om en modern yrkeskvinna 1940 med romanen Tänk, om jag gifter mig med prästen! Romanen blev genast starkt omdebatterad, speciellt för sin propaganda för "fri kärlek". På kort tid såldes den i 48 000 exemplar och den översattes även till flera språk, som tyska. År 1941 filmatiserades med titeln Tänk, om jag gifter mig med prästen.
Ester Lindin är begravd på Matteus begravningsplats i Norrköping.